# باولو فاليري
باولو فاليري (من مواليد 16 مايو 1978) هو حكم كرة قدم إيطالي، عينه الفيفا كحكم دولي من 1 يناير 2011.

## روابط خارجية
- الملف الشخصي في WorldFootball.net